# 次闭央不圆唇元音
次閉央不圓唇元音（near-close central unrounded vowel、near-high central unrounded vowel）是一個用在某些口語上的元音。在國際音標中，這個音可以用數種方法來表現（見右表），但最常見的則是⟨ɪ̈⟩（中央化的[ɪ]）和⟨ɨ̞⟩（低化的 [ɨ]）。其他的表述方法則如⟨ɪ̠⟩ (舌根後移的 [ɪ]) 和 ⟨ɘ̝⟩ (較高的 [ɘ])。X-SAMPA對於此音的表示方法則分別是I\，1_o，I_-和@\_r。
在許多英式字典中，此元音時常被寫為⟨ɪ⟩，而在美式音標中則更常被表示為⟨ɨ⟩或⟨ᵻ⟩。⟨ᵻ⟩也被用在一些刊物中，例如John C. Wells的Accents of English。在第三版的牛津英語詞典中，⟨ᵻ⟩代表/ɪ/與/ə/之間的自由變異。

## 各語言比較表
| 语言 | 语言     | 词汇 | 国际音标 | 意义 | 注释          |
| ---- | -------- | ---- | -------- | ---- | ------------- |
| 漢語 | 臺灣國語 | 知   | [d͡ʒɨ̞̄]    | 知   | 普通話等於[ɨ] |

## 特徵
- 其元音高度為次閉，舌頭的位置並不如閉元音般接近齒齦，口腔也比閉元音稍微開一些。

- 其元音舌位是央，表示舌的位置是在央元音的地方，大約在前元音和後元音中間。

- 其圓唇度為不圓唇元音，嘴唇自然放鬆，不特別向前突起。